# Onciale 091
- Papyrus
- Onciale
- Minuscules
- Lectionnaire

Le Codex 091, portant le numéro de référence 091 (Gregory-Aland), ε 30 (Soden), est un manuscrit du parchemin du Nouveau Testament en écriture grecque onciale. 

## Description
Le codex se compose de une folio. Il est écrit sur deux colonnes, avec 23 lignes par colonne. Les dimensions du manuscrit sont de 32cm x 28cm. Les paléographes datent ce manuscrit du VIe siècle. 
Contenu
C'est un manuscrit contenant le texte de l'Évangile selon Jean 6,13-14.22-24. 
Texte
Le texte du codex est écrit en alexandrin. Kurt Aland le classe en Catégorie II. 
Le texte du manuscrit a été examiné par C. R. Gregory et David C. Parker.
La lettre iota y est écrite avec un tréma .
Lieu de conservation
Le codex est actuellement conservé à la Bibliothèque nationale russe (Gr. 279) à Saint-Pétersbourg,.